# Abdou-Raouf Akanga
Pour les articles homonymes, voir Abdou.
Abdou-Raouf Akanga, né le 19 août 1993 à Kpalimé, est un coureur cycliste togolais.

## Biographie
Abdou-Raouf Akanga naît le 19 août 1993 à Kpalimé au Togo. Aîné d'une famille de 5 enfants, il grandit dans une famille impliquée dans le vélo, ses oncles et ses parents étant mécaniciens de cycles. Il commence le cyclisme avec son VTT d'occasion, en compagnie d'amis. Dans le même temps, il entame une formation en électricien du bâtiment, tout en continuant à aider ses parents à leur magasin de cycles,.
Il vient au cyclisme en compétition en 2010, lorsqu'il entre en contact avec plusieurs cyclistes togolais de la sélection nationale lors du Tour du Togo, où il assistait à la course en tant que spectateur. L'année suivante, il se fait remarquer en remportant en solitaire un critérium organisé à l'occasion des olympiades de Lomé, sa première victoire. En 2012, il participe à son premier Tour du Togo et monte en parallèle le « Kpalimé Cycling Project », un projet basé dans sa ville natale et visant à développer le cyclisme togolais.
En 2014, il est engagé par l'équipe continentale allemande Bike Aid-Ride for help. Il ne dispute cependant aucune compétition avec cette formation, en raison d'un problème de visa. En dépit de pouvoir concourir en Europe, il court dans son pays et devient champion du Togo sur route en 2015, tout en continuant à s'occuper de son club cycliste de Kpalimé.
En 2016, il s'illustre sur la scène africaine en remportant la troisième étape du Tour du Bénin, une première à ce niveau pour un cycliste togolais. Devenu leader de l'épreuve, il perd cependant la course lors de la dernière étape en raison d'un vélo défectueux, et chute à la 15e place du classement général,. Pendant l'été, il part courir quelques compétitions en France, hébergé par le directeur sportif du CC Mélinois Francis Castelli. Il assiste également en tant que spectateur à la dernière étape du Tour de France aux Champs-Élysées, grâce notamment à l'appui du journaliste français Pierre Carrey. De retour au Togo, il est sélectionné en équipe nationale pour participer au Tour du Faso, où il se classe 7e et 5e d'étapes, avant d'arriver hors délais au terme de la dernière étape.
Il ne réalise aucune course en 2018, développant le Kpalimé Cycling Project. Son retour sur les routes se fera au cours de la saison 2019. 
Il renoue avec le succès en 2022 en remportant le championnat national de cyclisme sur route dans les rues de Lomé. 

## Palmarès
- 2015
  -  Champion du Togo sur route
- 2016
  - 3e étape du Tour du Bénin
- 2022
  -  Champion du Togo sur route